# Aster armerioides
Aster armerioides là một loài thực vật có hoa trong họ Cúc. Loài này được (Nutt.) Kuntze mô tả khoa học đầu tiên năm 1891.